# Chaitophorus horii
Chaitophorus horii är en insektsart som först beskrevs av Takahashi 1939. Enligt Catalogue of Life ingår Chaitophorus horii i släktet Chaitophorus och familjen långrörsbladlöss, men enligt Dyntaxa är tillhörigheten istället släktet Chaitophorus och familjen borstbladlöss. Arten är reproducerande i Sverige.

## Underarter
Arten delas in i följande underarter:
- C. h. beuthani
- C. h. horii